# Сущаны (Житомирская область)
Суща́ны (укр. Сущани) — село на Украине, основано в 1445 году, находится в Олевском районе Житомирской области. Расположено на реке Уборть (приток Припяти).
Код КОАТУУ — 1824486801. Население по переписи 2001 года составляет 1054 человека. Почтовый индекс — 11016. Телефонный код — 4135. Занимает площадь 1,82 км².

## Адрес местного совета
11016, Житомирская область, Олевский р-н, с. Сущаны, ул. Набережная, 14, тел. 9-55-42.